# Recilia variegata
Recilia variegata är en insektsart som beskrevs av Anufriev 1970. Recilia variegata ingår i släktet Recilia och familjen dvärgstritar. Inga underarter finns listade i Catalogue of Life.